# Hylaeus difformis
Hylaeus difformis là một loài Hymenoptera trong họ Colletidae. Loài này được Eversmann mô tả khoa học năm 1852.